# Zemplínske Hradište
Zemplínske Hradište, do roku 1948 Hardište (maďarsky Hardicsa), je obec na Slovensku. Nachází se v Košickém kraji, v okrese Trebišov.
Obec má rozlohu 20,17 km² a leží v nadmořské výšce 104 m. K 31. 12. 2011 v obci žilo 1162 obyvatel, což představuje hustotu osídlení 57,61 obyv./km². První písemná zmínka o obci je z roku 1328.
Zemplínské Hradiště se rozprostírá na agradačním valu řeky Ondava, 6 km jižně od Trebišova. V obci se nachází kostel z roku 1801, který v roce 1984 prošel kompletní rekonstrukcí.
Obci se také říká Bocianopolis, protože v ní hnízdí největší kolonie čápa bílého na Slovensku.